# Пятьдесят тысяч рублей
Пятьдеся́т ты́сяч рубле́й (50 000 рубле́й) — номинал денежных знаков в РСФСР (серия 1921 года), ЗСФСР (серия 1923 года), Приднестровье (серии 1994 и 1995 годов), России (серия 1993 и 1995 годов), Белоруссии (серии 1995 и 2000 годов). В 2010 году с таким номиналом выпущена золотая пятикилограммовая монета, посвящённая 150-летию Банка России, а в 2016 году — аналогичная монета, посвящённая 175-летию сберегательного дела в России.
Российская и белорусская банкноты с таким номиналом характерны для периода резкого обесценивания рубля и гиперинфляции.

## Характеристики банкнот
| Изображение     | Изображение       | Размеры (мм) | Основные цвета | Описание                                                                                         | Описание                                                                                                | Описание                                                                              | Дата выхода  |
| Лицевая сторона | Оборотная сторона | Размеры (мм) | Основные цвета | Лицевая сторона                                                                                  | Оборотная сторона                                                                                       | Водяной знак                                                                          | Дата выхода  |
| --------------- | ----------------- | ------------ | -------------- | ------------------------------------------------------------------------------------------------ | --- | ------------------------------------------------------------------------------------- | ------------ |
|                 |                   | 161×88       | зелёный        | Орнамент, номинал, предупредительные надписи                                                     | Орнамент, номинал                                                                                       |                                                                                       | 1921         |
|                 |                   | 152×67       | оранжевый      | Сенатская башня Московского Кремля и Российский флаг на куполе здания Сената                     | Никольская и Угловая Арсенальная башни Московского кремля                                               | Сенатская башня Московского Кремля и Российский флаг на куполе здания Сената          | 20 мая 1993  |
|                 |                   | 152×67       | оранжевый      | Сенатская башня Московского Кремля и Российский флаг на куполе здания Сената                     | Никольская и Угловая Арсенальная башни Московского кремля                                               | Сенатская башня Московского Кремля и Российский флаг на куполе здания Сената, «50000» | 14 июля 1994 |
|                 |                   | 160×65       | голубой        | Скульптура, олицетворяющая Неву, у подножья ростральной колонны на фоне Петропавловской крепости | Стрелка Васильевского острова (ростральная колонна и здание Биржи — Центрального военно-морского музея) | «50000», Петропавловский собор                                                        | 26 июля 1995 |

## Серия 1921 года
Банкнота достоинством 50 000 отпечатана в одну краску с лицевой и оборотной сторон, трёхзначный номер серии. Рисунок и печать серо-зелёного цвета. Формат 162×88 мм. Водяной знак — светлые 6-лучевые звезды.
В результате безудержной инфляции были выпущены банкноты номиналом от 100 до 100 000 рублей, в дополнение к ним в том же году выпускаются Обязательства РСФСР в 500 000 и 1 000 000 рублей, имевшие хождение наравне с расчётными знаками. К октябрю 1922 года ценность купюры в 100 000 рублей составила 1 довоенную копейку.

## Серия 1992—1993 годов
Неденоминированная купюра 50 000 рублей впервые вошла в обращение 21 мая 1993 года после падения курса рубля относительно мировых валют до весьма низкого номинального уровня (1 доллар США = 900 рублей) в связи с либерализацией цен. Являлась самой крупной купюрой в России в 1993—1995 годах. После деноминации 1 января 1998 года выведена из обращения.

## Серия 1995—1997 годов
Из-за гиперинфляции в России в 1995—1997 годах в обращение были выпущены новые купюры достоинством от тысячи до пятидесяти тысяч рублей, которые вскоре потеряли три нуля в результате проведённой деноминации с 1 января 1998 года.

## Памятные монеты
Банк России произвёл два выпуска памятных монет данного номинала из золота 999-й пробы массой 5 килограммов — в 2010 и в 2016 годах, диаметр монет составляет 130 мм, гурт рифленый.
| Изображение | Изображение | Диаметр (мм) | Описание | Описание | День выхода    |
| Аверс       | Реверс      | Диаметр (мм) | Аверс | Реверс | День выхода    |
| ----------- | ----------- | ------------ | --- | --- | -------------- |
|             |             | 130          | В центре — эмблема Банка России (двуглавый орёл с опущенными крыльями, под ним — надпись полукругом «БАНК РОССИИ»), над ней вдоль канта — надпись по полукругом: «ПЯТЬДЕСЯТ ТЫСЯЧ РУБЛЕЙ», под эмблемой — год выпуска «2010 г.», внизу по окружности слева направо — изображения государственных символов, использовавшихся в оформлении банкнот и монет с момента учреждения Государственного банка — разновидностей малого государственного герба Российской империи, эмблемы Временного правительства, государственного герба РСФСР и разновидностей государственного герба СССР; под ними внизу вдоль канта — обозначения драгоценного металла и пробы сплава, товарный знак монетного двора, содержание химически чистого металла и порядковый номер монеты №__. | В центре — здание Центрального управления Государственного банка в Санкт-Петербурге в 1860—1918 гг., на переднем плане — два грифона и фрагменты Банковского моста, вверху в овальных медальонах — портреты: в центре — Александра II, справа — Штиглица А. Л., слева — Ламанского Е. И.; внизу — надпись в три строки: «БАНК РОССИИ ОСНОВАН В 1860 г.». | 1 февраля 2010 |
|             |             | 130          | На лицевой стороне монет расположено рельефное изображение Государственного герба Российской Федерации, над ним вдоль канта — надпись полукругом: «РОССИЙСКАЯ ФЕДЕРАЦИЯ», обрамлённая с обеих сторон сдвоенными ромбами, внизу под гербом в две строки: слева — обозначения металла, пробы и порядковый номер монеты № ____, справа — обозначение содержания химически чистого металла и товарный знак монетного двора, внизу в центре в три строки — надпись: «БАНК РОССИИ», номинал монеты: «50000 РУБЛЕЙ», год выпуска: «2016 г.». | В центре — фрагмент гравюры с изображением здания Опекунского совета Московского воспитательного дома на улице Солянка в Москве, в котором открылась первая московская сберегательная касса, имеются надписи по окружности: вверху — «СБЕРЕГАТЕЛЬНОЕ ДЕЛО В РОССИИ», внизу — «175 ЛЕТ».                                                                  | 1 декабря 2016 |

Памятная монета «150-летие Банка России» выпущена тиражом 50 экземпляров, «175-летие сберегательного дела в России» — тиражом 15 экземпляров. Монеты выпускались в качестве чеканки PROOF, являются нумизматическими раритетами.

## Галерея

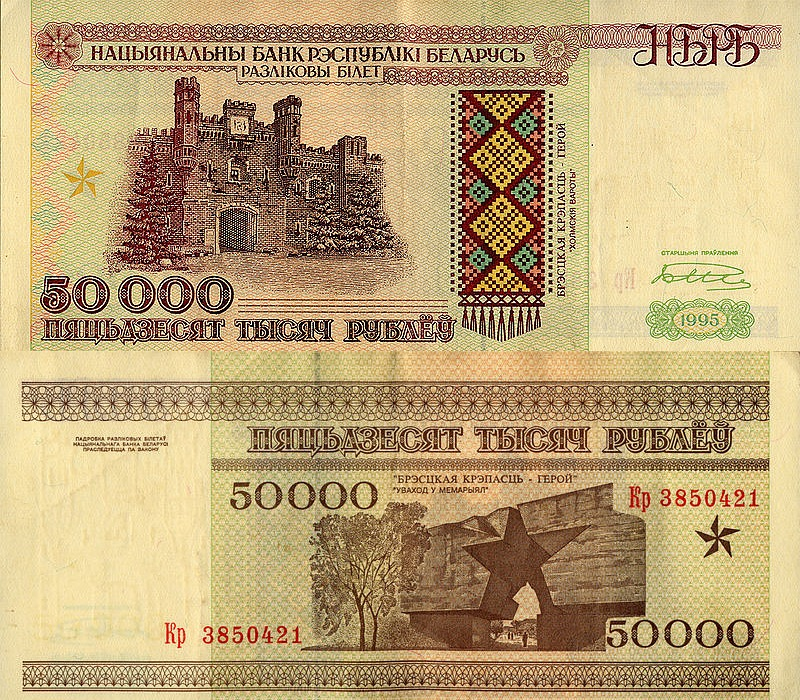
Белорусские 50 000 рублей (1995)
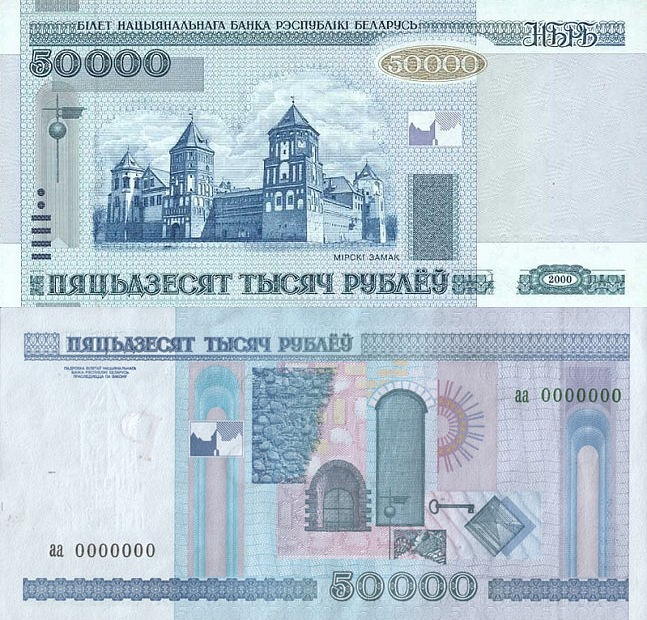
Белорусские 50 000 рублей (2000)
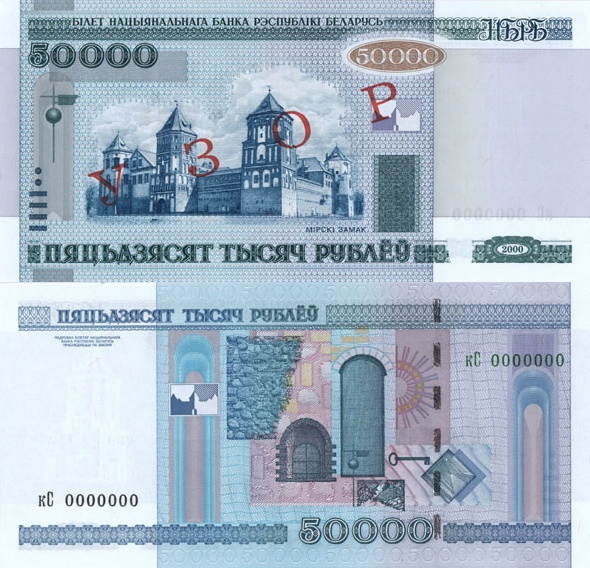
Белорусские 50 000 рублей (2010)
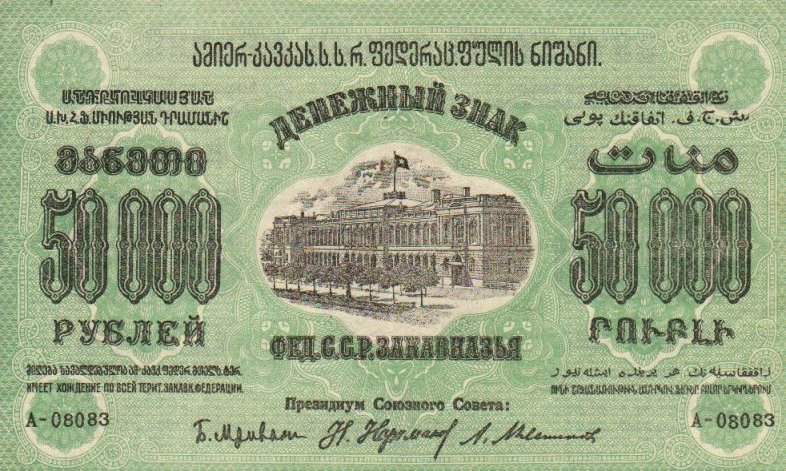
50 000 рублей ЗСФСР, лицевая сторона (1923)
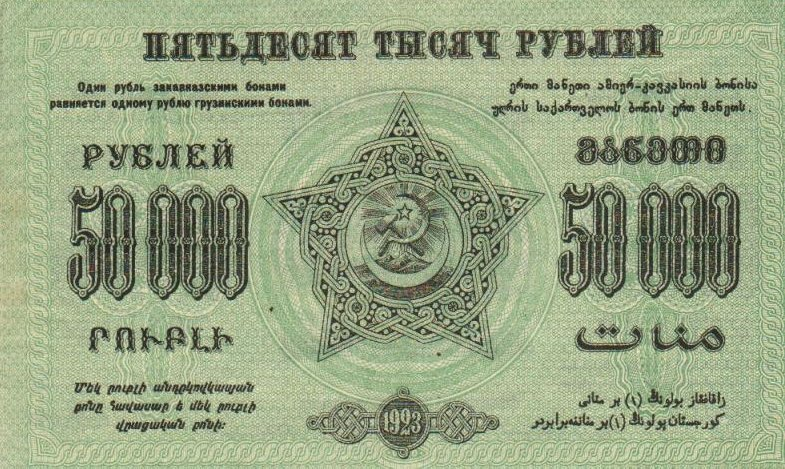
50 000 рублей ЗСФСР, оборотная сторона (1923)